# The Imaginary
The Imaginary (屋根裏のラジャー Yaneura no Rajā?, tdl. ‘Rudger en el ático’) es una película japonesa de animación fantástica de 2023 dirigida por Yoshiyuki Momose a partir de un guion escrito por Yoshiaki Nishimura, quien también produjo la película, y animada por Studio Ponoc. Basada en la novela homónima de A.F. Harrold de 2014, es el tercer largometraje de animación de Studio Ponoc después Mary y la flor de la bruja (2017), y la película antológica Héroes Modestos (2018). El reparto de voces japonés incluye a Kokoro Terada, Rio Suzuki, Sakura Ando, Riisa Naka, Takayuki Yamada, Atsuko Takahata e Issey Ogata. La narración se centra en Rudger, un niño que es una de las entidades invisibles conocidas como Imaginarios, creadas por una niña llamada Amanda que se enfrenta a una pérdida emocional.
The Imaginary está producido con animación dibujada a mano. Su estreno estaba previsto inicialmente entre junio y agosto de 2022,  pero se pospuso debido a retrasos en la producción     y se estrenó en cines el 15 de diciembre de 2023 en Japón. 

## Sinopsis
En un mundo donde las imaginaciones pueden vivir y ser devoradas por otros, Rudger, un niño imaginario, no puede ser visto por nadie más que por su creadora, una joven llamada Amanda. Su existencia compartida está confinada al ático de la residencia de Amanda, donde se adentra en su vibrante imaginación. Sin embargo, los imaginarios están sujetos a un destino inexorable: disolverse con el olvido humano. Desconcertado por esta eventualidad, Rudger se aferra a un atisbo de esperanza, embarcándose en una discreta odisea después de que el Sr. Bunting, cazador de Imaginarios, llegue a la puerta de Amanda. Su viaje le lleva al enclave conocido como "El Pueblo de los Imaginarios", un santuario para los.

## Taquillas
La película recaudó 68.169.730 yenes (alrededor de 478.300 dólares estadounidenses) en sus primeros tres días. 

## Distribución doméstica y streaming
El 25 de enero de 2024, Netflix anunció que había adquirido los derechos mundiales de streaming de la película y que se añadiría a la plataforma más adelante ese mismo año. El acuerdo también incluía los derechos mundiales de streaming de otros largometrajes de Studio Ponoc y de cualquier proyecto futuro del estudio.